# TECTB
TECTB‏ (Tectorin beta) هوَ بروتين يُشَفر بواسطة جين TECTB في الإنسان.